# Министерство иностранных дел Монголии

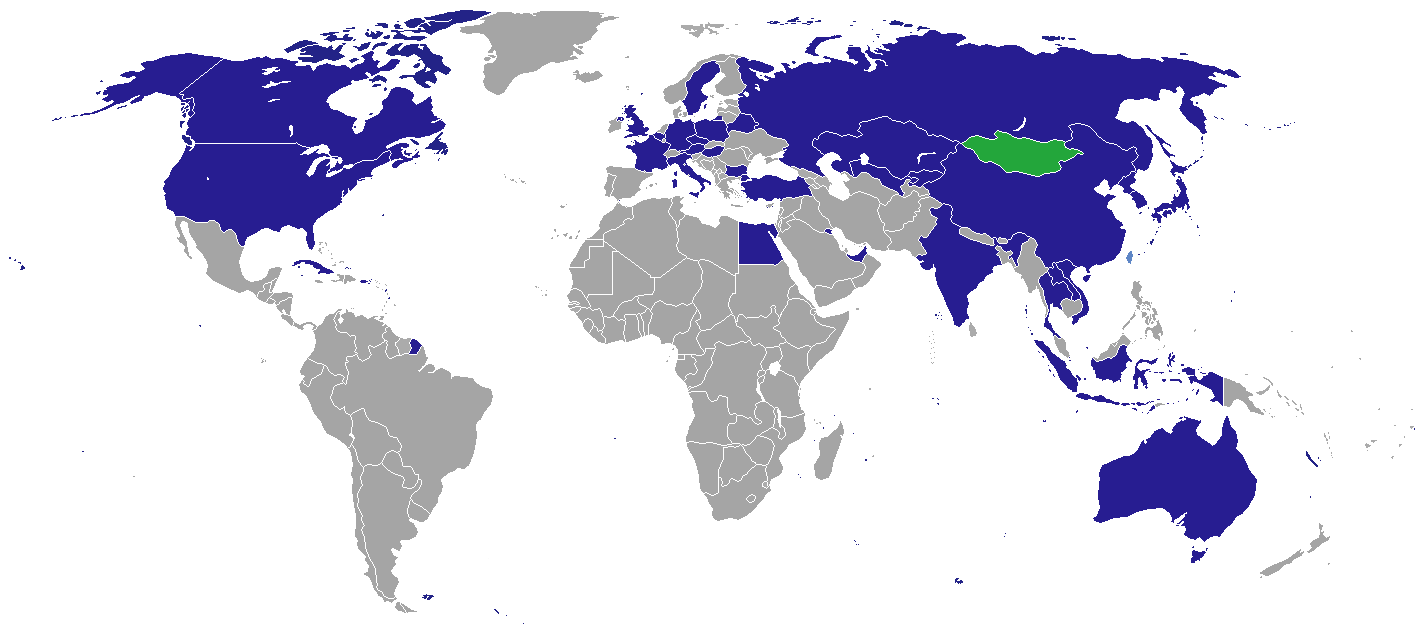
Страны, в которых Монголия имеет дипломатические представительства.

Министерство иностранных дел Монголии, МИД Монголии — центральный орган исполнительной власти Монголии, осуществляющий государственное управление в области отношений Монголии с иностранными государствами и международными организациями.
Образовано в 1921 году.
В 1961 году Монголия стала полноправным членом ООН, ВТО, МВФ, ОБСЕ, АСЕМ. В 1962 году стала членом ЮНЕСКО. 
В июле 2016 года Монголия приняла заседание АСЕМ. 
На сегодня Монголия имеет дипломатические отношения со 190 странами мира и с Европейским Союзом.
Страна стремится развить дружеские отношения со всеми странами членами ООН на основе постоянного нейтралитета. В то же время придаёт приоритетное значение отношениям с соседними странами /Россией и КНР/, в связи с её географическим расположением. 
С Россией дипломатические отношения были установлены в ноябре 1921 года, а с КНР 1949 году.
Монголия имеет 35 дипломатических представительств за рубежом.
Министерство считается одним из 5 основных в Монголии. Обычно кресло Министра иностранных дел занимает один из влиятельных людей в политике Монголии. Эта должность, как правило, зарезервирована для опытных, профессиональных политиков, и, как полагается, требует большого такта и интеллекта.

## Департаменты и Отделы
- Департамент политического планирования и координации
- Департамент экономического сотрудничества
- Департамент Информации и внешней пропаганды
- Департамент Соседних стран /Россия и КНР/
- Департамент Европы и Америки
- Департамент Азии и Африки
- Департамент многостороннего сотрудничества /Международные организации/
- Департамент Администрации /отдел Информационных технологии, отдел кадров, отдел финансов /
- Департамент по Консульским вопросам /отдел по вопросам границы/
- Департамент Международного права и Договора
- Департамент Дипломатического Протокола
- Департамент Мониторинга
- Центральный архив МИД-а

## Участие в международных организациях
Монголия член ООН с 1961 года. Также принимает активное участие в подразделениях ООН.
Член ВТО, МВФ и АСЕМ. 
Статус наблюдателя в ШОС с 2004 года.

## Список министров иностранных дел Монголии[3]
- Мижиддоржийн Ханддорж декабрь 1911 — ноябрь 1913;
- Балингийн Цэрэндорж 1913 — 1915;
- Гончигжалцангийн Бадамдорж 1915 — ноябрь 1919;
- Догсомын Бодоо 1 марта 1921 — январь 1922;
- Балингийн Цэрэндорж январь 1922 — октябрь 1923;
- Анандын Амар октябрь 1923 — ноябрь 1924;
- Ханжийн Гиваабалжир ноябрь 1924 — 19 февраля 1925;
- Ваанчингийн Дорлигжав 19 ноября 1925 — июнь 1929;
- Ганжуурын Гурсэд июнь 1929 — апрель 1930;
- Хорлоогийн Чойбалсан апрель 1930 — 2 июля 1932;
- Пэлжидийн Гэндэн 2 июля 1932 — 20 февраля 1936;
- Анандын Амар 20 февраля 1936 — 7 марта 1939;
- Хорлоогийн Чойбалсан 7 марта 1939 — 23 января 1950;
- Нямтайширын Лхамсурэн 23 января 1950 — 4 июня 1953;
- Баярын Жаргалсайхан 4 июня 1953 — 2 июня 1955;
- Сандавын Равдан 2 июня 1955 — 16 апреля 1956 (и.о.);
- Дашийн Адилбиш 16 апреля 1956 — 6 июня 1957;
- Сономын Аварзэд 6 июня 1957 — 15 июля 1958;
- Пунцагийн Шагдарсурэн 7 августа 1958 — 26 марта 1963;
- Мангалын Дугэрсурэн 26 марта 1963 — 27 июля 1968;
- Лувсандоржийн Тойв 27 июля 1968 — 29 июля 1970;
- Лодонгийн Ринчин 30 ноября 1970 — 21 августа 1976;
- Мангалын Дугэрсурэн 24 августа 1976 — 22 июня 1988;
- Цэрэнпилийн Гомбосурэн 22 июня 1988 — 29 июля 1996;
- Шухэрийн Алтангэрэл 29 июля 1996 — 29 апреля 1998;
- Ринчиннямын Амаржаргал 29 апреля 1998 — 21 декабря 1998;
- Ням-Осорын Туяа 21 декабря 1998 — 9 августа 2000;
- Лувсангийн Эрдэнэчулуун 9 августа 2000 — 28 сентября 2004;
- Цэндийн Мунх-Оргил 28 сентября 2004 — 28 января 2006;
- Нямаагийн Энхболд 28 января 2006 — 5 декабря 2007;
- Санжаасурэнгийн Оюун 5 декабря 2007 — 19 сентября 2008;
- Сухбаатарын Батболд 19 сентября 2008 — 29 октября 2009;
- Гомбожавын Занданшатар 12 ноября 2009 — 17 августа 2012;
- Лувсанвандангийн Болд 17 августа 2012 — 2014;
- Лундэг Пурэвсурэн 2014 — 22 июля 2016;
- Цэндийн Мунх-Оргил 22 июля 2016 — 4 октября 2017;
- Дамдингийн Цогтбаатар 4 октября 2017 — 2020
- Батцэцэг Батмунхийн с 29 января 2021.